# Liga Sudamericana de Clubes 2015
La Liga Sudamericana de Clubes 2015, por motivos de patrocinio DirecTV Liga Sudamericana de Baloncesto 2015, fue la vigésima edición del segundo torneo más importante de básquetbol a nivel de clubes en Sudamérica organizado por la ABASU y FIBA Américas. El torneo se disputó con la participación de equipos provenientes de nueve países: Argentina, Bolivia, Brasil, Chile, Colombia, Ecuador, Perú, Uruguay y Venezuela.  
Si bien se esperaba la participación de un equipo proveniente de Paraguay, Cerro Porteño campeón de la Liga Metropolitana 2014, este equipo declinó participar y ningún otro equipo paraguayo fue designado por la Confederación Paraguaya de Básquetbol. La organización decidió invitar un equipo ecuatoriano más en su lugar, ComuniKT (CKT) de Ambato, Ecuador, subcampeón de la Liga Ecuatoriana de Baloncesto 2014. Pero solo cuatro días después del anuncio de los equipos participantes y las sedes, ComuniKT renunció a su participación en el torneo. Deportes Castro, subcampeón de la Liga Nacional de Básquetbol 2014-15 de Chile, fue invitado en su lugar.
El campeón de esta edición fue Brasília, que a pesar de no contar con ventaja de campo, ganó los dos primeros partidos que jugó, primero de local y segundo de visitante, ante San Martín de Corrientes y obtuvo así su tercer título en esta competencia tras los logrados en 2010 y 2013. Los dos partidos que se jugaron de la final tuvieron en común la definición, ambos ganados por el equipo brasilero con triples sobre el final del partido.

## Equipos participantes
| País              | Equipo                                             | Vía de clasificación |
| ----------------- | -------------------------------------------------- | --- |
| Argentina 3 cupos | San Martín (Corrientes) Quilmes Obras Sanitarias   | Subcampeón conferencia norte en la LNB 2014/15 Subcampeón conferencia sur en la LNB 2014/15 Mejor ubicado no clasificado a alguna competencia internacional |
| Bolivia 1 cupo    | Vikingos                                           | Campeón de la Liga Boliviana de Básquetbol 2015 - Apertura                                                                                                  |
| Brasil 3 cupos    | Mogi das Cruzes/Helbor Franca UniCEUB/BRB/Brasília | 4.° en el Novo Basquete Brasil 2014/2015 5.° en el Novo Basquete Brasil 2014/2015 6.º en el Novo Basquete Brasil 2014/2015                                  |
| Chile 1+1 cupos   | Colo-Colo Deportes Castro                          | Campeón de la Liga Nacional de Básquetbol 2014-15 Invitado por FIBA Américas (Subcampeón de la Liga Nacional de Básquetbol 2014-15)                         |
| Colombia 1 cupo   | Piratas de Bogotá                                  | Campeón de la Liga Colombiana de Baloncesto 2014-II |
| Ecuador 1 cupo    | UTE                                                | Campeón de la Liga Ecuatoriana de Baloncesto 2014 |
| Perú 1 cupo       | Regatas Lima                                       | Campeón de la Liga Nacional de Basketball de 2014 |
| Uruguay 3 cupos   | Malvín Trouville Atenas                            | Campeón de la Liga Uruguaya de Básquetbol 2014/15 Subcampeón de la Liga Uruguaya de Básquetbol 2014/15 3.º en la Liga Uruguaya de Básquetbol 2014/15        |
| Venezuela 1 cupo  | Columbus Sport 99 (Guaros de Lara) 1               | Campeón de la Liga Nacional de Baloncesto 2014 |

1: Columbus Sport 99 es un equipo filial de Guaros de Lara, equipo de la Liga Profesional de Baloncesto de Venezuela (LPB), máxima liga venezolana. Columbus 99 juega en la Liga Nacional de Baloncesto de Venezuela (LNB), liga secundaria de Venezuela que tiene sus actividades en la parte del año en que la LPB está en receso. Columbus 99 ganó el cupo a la Liga Sudamericana 2015 tras ser campeón de la LNB 2014, pero Guaros de Lara decidió usar su nombre y equipo principal en lugar del nombre de la filial en esta Liga Sudamericana.

## Modo de disputa
El torneo está dividido en tres etapas; la ronda preliminar, las semifinales y la final.
Los dieciséis participantes se dividen en cuatro grupos con cuatro sedes, una por grupo, donde disputan partidos dentro de cada grupo. A fin de puntuar, cada equipo recibe 2 puntos por victoria y uno por derrota. Los dos primeros de cada grupo avanzan a las semifinales, mientras que los demás dejan de participar.
Las sedes fueron:
- Grupo A:  Mogi das Cruzes, Brasil
- Grupo B:  Bogotá, Colombia
- Grupo C:  Santiago, Chile
- Grupo D:  Quito, Ecuador

Semifinales
Los ocho equipos clasificados se dividen en dos grupos con dos sedes, una por grupo, donde disputan partidos dentro de cada grupo. A fin de puntuar, cada equipo recibe 2 puntos por victoria y uno por derrota. Los primeros de cada grupo avanzan a la Final, mientras que los demás dejan de participar.
Las sedes serán:
- Semifinal 1:  Montevideo, Uruguay.
- Semifinal 2:  Barquisimeto, Venezuela.

Final
Los dos clasificados se enfrentarán en play-offs mejor de tres, donde el equipo con mejor récord en la fase semifinal hace de local en dos partidos.
El campeón clasifica automáticamente a la Liga de las Américas 2016.

## Ronda preliminar

### Grupo A; Mogi das Cruzes, Brasil
| Pos. | Equipo                  | Pts | PJ | PG | PP | PF  | PC  | Dif |
| ---- | ----------------------- | --- | -- | -- | -- | --- | --- | --- |
| 1.   | San Martín (Corrientes) | 6   | 3  | 3  | 0  | 280 | 239 | 41  |
| 2.   | Mogi das Cruzes         | 5   | 3  | 2  | 1  | 248 | 219 | 29  |
| 3.   | Trouville               | 4   | 3  | 1  | 2  | 244 | 231 | 13  |
| 4.   | Deportes Castro         | 3   | 3  | 0  | 3  | 196 | 279 | –83 |

|  | Clasificado a la siguiente fase del torneo. |

Los horarios corresponde al huso horario de Mogi das Cruzes, UTC –3:00.
| 29 de septiembre, 17:45 | San Martín (Corrientes)                          | 99–88                | Trouville                                              | Mogi das Cruzes                                                             |  |
|                         | Parciales: 22 – 16, 24 – 21, 27 – 24, 26 – 27    |                      |                                                        |                                                                             |  |
|                         | Estadísticas J. Wood 19 J. Wood 8 D. Ciorciari 8 | Reporte Pts Reb Asts | Estadísticas 23 J. Izuibejeres 7 M. Elliott 7 S. Vidal | Pabellón: Ginásio Municipal Árbitros: Marcos Benito Andreia Silva José Juyo |  |

| 29 de septiembre, 20:00 | Mogi das Cruzes                                                   | 98–63                | Deportes Castro                                                        | Mogi das Cruzes                                                                 |  |
|                         | Parciales: 30 – 17, 26 – 14, 20 – 11, 22 – 21                     |                      |                                                                        |                                                                                 |  |
|                         | Estadísticas P. Prestes y G. Filipin 15 T. Curnell 9 E. Corazza 6 | Reporte Pts Reb Asts | Estadísticas 15 J. Fontena y G. Velásquez 10 E. McCrory 3 G. Velásquez | Pabellón: Ginásio Municipal Árbitros: José Reyes Daniel García Hernán Melgarejo |  |

| 30 de septiembre, 17:45 | Deportes Castro                                                 | 74–93                | San Martín (Corrientes)                            | Mogi das Cruzes                                                                    |  |
|                         | Parciales: 11 – 25, 22 – 21, 21 – 20, 20 – 27                   |                      |                                                    |                                                                                    |  |
|                         | Estadísticas G. Velásquez 18 J. Fontena y J. Davis 5 J. Davis 4 | Reporte Pts Reb Asts | Estadísticas 26 J. Wood 7 M. Fierro 7 D. Ciorciari | Pabellón: Ginásio Municipal Árbitros: Marcos Benito Andreia Silva Hernán Melgarejo |  |

| 30 de septiembre, 20:00 | Trouville                                                             | 68–73                | Mogi das Cruzes                                                     | Mogi das Cruzes                                                          |  |
|                         | Parciales: 19 – 18, 7 – 20, 20 – 17, 22 – 18                          |                      |                                                                     |                                                                          |  |
|                         | Estadísticas N. Borsellino 15 N. Borsellino y M. Elliott 8 S. Vidal 4 | Reporte Pts Reb Asts | Estadísticas 19 S. Stallworth 8 P. Prestes 3 T. Curnell y L. Taylor | Pabellón: Ginásio Municipal Árbitros: José Reyes Daniel García José Juyo |  |

| 1 de octubre, 17:45 | Deportes Castro                                                         | 59–88                | Trouville                                                  | Mogi das Cruzes                                                             |  |
|                     | Parciales: 18 – 22, 16 – 23, 11 – 23, 14 – 20                           |                      |                                                            |                                                                             |  |
|                     | Estadísticas J. Fontena y S. Bravo 12 J. Fontena y T. Hall 6 J. Davis 7 | Reporte Pts Reb Asts | Estadísticas 22 N. Borsellino 11 N. Borsellino 5 M. Romero | Pabellón: Ginásio Municipal Árbitros: Marcos Benito Andreia Silva José Juyo |  |

| 1 de octubre, 20:00 | Mogi das Cruzes                                                     | 77–88                | San Martín (Corrientes)                                                                   | Mogi das Cruzes                                                                 |  |
|                     | Parciales: 16 – 24, 17 – 18, 24 – 21, 20 – 25                       |                      |                                                                                           |                                                                                 |  |
|                     | Estadísticas L. Mariano 20 P. Prestes 6 S. Stallworth y L. Taylor 4 | Reporte Pts Reb Asts | Estadísticas 19 M. Bolívar 5 J. De Groat, M. Fierro y J. Wood 4 M. Gerlero y D. Ciorciari | Pabellón: Ginásio Municipal Árbitros: José Reyes Daniel García Hernán Melgarejo |  |

### Grupo B; Bogotá, Colombia
| Pos. | Equipo            | Pts | PJ | PG | PP | PF  | PC  | Dif |
| ---- | ----------------- | --- | -- | -- | -- | --- | --- | --- |
| 1.   | Malvín            | 6   | 3  | 3  | 0  | 234 | 182 | 52  |
| 2.   | Obras Sanitarias  | 5   | 3  | 2  | 1  | 258 | 203 | 55  |
| 3.   | Piratas de Bogotá | 4   | 3  | 1  | 2  | 237 | 266 | –29 |
| 4.   | Vikingos          | 3   | 3  | 0  | 3  | 161 | 239 | –78 |

|  | Clasificado a la siguiente fase del torneo. |

Los horarios corresponde al huso horario de Bogotá, UTC –5:00.
| 6 de octubre, 17:45 | Obras Sanitarias                                     | 64–79                | Malvín                                               | Bogotá                                                                              |  |
|                     | Parciales: 26 – 16, 9 – 21, 14 – 24, 15 – 18         |                      |                                                      |                                                                                     |  |
|                     | Estadísticas S. Safar 14 B. Fitipaldo 4 D. Horner 10 | Reporte Pts Reb Asts | Estadísticas 19 M. Calfani 15 M. Calfani 6 F. Bavosi | Pabellón: Coliseo El Salitre Árbitros: Marcos Benito Daniel García Hernán Melgarejo |  |

| 6 de octubre, 20:00 | Piratas de Bogotá                                 | 84–72                | Vikingos                                         | Bogotá                                                                           |  |
|                     | Parciales: 20 – 13, 25 – 22, 18 – 16, 21 – 21     |                      |                                                  |                                                                                  |  |
|                     | Estadísticas B. Givens 26 J. Romero 7 B. Givens 5 | Reporte Pts Reb Asts | Estadísticas 19 M. Anderson 10 R. Arze 4 R. Arze | Pabellón: Coliseo El Salitre Árbitros: Flavio Zavala Andreia Silva Fabiano Huber |  |

| 7 de octubre, 17:45 | Malvín                                                           | 67–47                | Vikingos                                                                  | Bogotá                                                                              |  |
|                     | Parciales: 22 – 9, 7 – 13, 18 – 11, 20 – 14                      |                      |                                                                           |                                                                                     |  |
|                     | Estadísticas M. Calfani y S. Hoskin 12 M. Calfani 10 F. Bavosi 5 | Reporte Pts Reb Asts | Estadísticas 19 J. Jones Jr. 12 J. Jones Jr. 2 M. Anderson y J. Jones Jr. | Pabellón: Coliseo El Salitre Árbitros: Daniel García Fabiano Huber Hernán Melgarejo |  |

| 7 de octubre, 20:00 | Obras Sanitarias                                                       | 106–82               | Piratas de Bogotá                                  | Bogotá                                                                           |  |
|                     | Parciales: 25 – 22, 23 – 17, 34 – 26, 24 – 17                          |                      |                                                    |                                                                                  |  |
|                     | Estadísticas J. Gutiérrez y S. Safar 18 J. Gutiérrez 7 B. Fitipaldo 10 | Reporte Pts Reb Asts | Estadísticas 23 B. Givens 8 L. Salazar 8 B. Givens | Pabellón: Coliseo El Salitre Árbitros: Marcos Benito Andreia Silva Flavio Zavala |  |

| 8 de octubre, 17:45 | Vikingos                                                 | 42–88                | Obras Sanitarias                                                  | Bogotá                                                                              |  |
|                     | Parciales: 12 – 24, 6 – 21, 12 – 28, 12 – 15             |                      |                                                                   |                                                                                     |  |
|                     | Estadísticas M. Anderson 20 M. Anderson 8 J. Jones Jr. 4 | Reporte Pts Reb Asts | Estadísticas 19 T. Zanzottera 7 M. Delia 6 S. Safar y I. Basulado | Pabellón: Coliseo El Salitre Árbitros: Daniel García Hernán Melgarejo Flavio Zavala |  |

| 8 de octubre, 20:00 | Piratas de Bogotá                                  | 71–88                | Malvín                                                            | Bogotá                                                                           |  |
|                     | Parciales: 28 – 14, 12 – 14, 14 – 30, 17 – 30      |                      |                                                                   |                                                                                  |  |
|                     | Estadísticas L. Salazar 22 F. Forbes 6 F. Forbes 6 | Reporte Pts Reb Asts | Estadísticas 16 N. Mazzarino y S. Hoskin 8 M. Calfani 6 F. Bavosi | Pabellón: Coliseo El Salitre Árbitros: Marcos Benito Andreia Silva Fabiano Huber |  |

### Grupo C; Santiago, Chile
| Pos. | Equipo      | Pts | PJ | PG | PP | PF  | PC  | Dif |
| ---- | ----------- | --- | -- | -- | -- | --- | --- | --- |
| 1.   | Brasília 1  | 5   | 3  | 2  | 1  | 263 | 241 | 22  |
| 2.   | Quilmes 1   | 5   | 3  | 2  | 1  | 275 | 239 | 36  |
| 3.   | Colo-Colo 2 | 3   | 3  | 1  | 2  | 229 | 264 | –35 |
| 4.   | Atenas 2    | 3   | 3  | 1  | 2  | 263 | 286 | –23 |

|  | Clasificado a la siguiente fase del torneo. |

1: UniCEUB supera a Quilmes al haber ganado el partido entre ambos.
2: Colo-Colo supera a Atenas al haber ganado el partido entre ambos.

Los horarios corresponde al huso horario de Santiago, UTC –3:00.
| 13 de octubre, 18:45 | Quilmes                                                       | 76–93                | Brasília                                              | Santiago                                                                                           |  |
|                      | Parciales: 23 – 29, 16 – 17, 18 – 27, 19 – 20                 |                      |                                                       | |  |
|                      | Estadísticas W. Baxley 19 D. Romero y E. Ruiz 6 L. Cequeira 4 | Reporte Pts Reb Asts | Estadísticas 19 Giovanonni 10 Giovanonni 4 Giovanonni | Pabellón: Gimnasio Municipal de Quilicura Árbitros: Alejandro Sánchez Humberto Muñóz Pedro Vásquez |  |

| 13 de octubre, 21:00 | Colo-Colo                                            | 92–89                | Atenas                                                   | Santiago                                                                                           |  |
|                      | Parciales: 26 – 25, 23 – 20, 23 – 23, 20 – 21        |                      |                                                          | |  |
|                      | Estadísticas J. Thomas 26 J. Thomas 10 E. Marechal 7 | Reporte Pts Reb Asts | Estadísticas 18 D. Coleman 10 D. Coleman 9 M. De Gouveia | Pabellón: Gimnasio Municipal de Quilicura Árbitros: Cristiano Maranho Juan Fernández Flavio Zavala |  |

| 14 de octubre, 18:45 | Atenas                                              | 73–103               | Quilmes                                                | Santiago                                                                                          |  |
|                      | Parciales: 22 – 28, 18 – 28, 16 – 24, 17 – 23       |                      |                                                        |                                                                                                   |  |
|                      | Estadísticas D. Coleman 19 N. Catala 6 D. Coleman 7 | Reporte Pts Reb Asts | Estadísticas 20 L. Cequeira 7 W. Baxley 13 L. Cequeira | Pabellón: Gimnasio Municipal de Quilicura Árbitros: Cristiano Maranho Flavio Zavala Pedro Vásquez |  |

| 14 de octubre, 21:00 | Brasília                                            | 79–64                | Colo-Colo                                            | Santiago                                                                                            |  |
|                      | Parciales: 16 – 12, 18 – 17, 15 – 17, 30 – 18       |                      |                                                      | |  |
|                      | Estadísticas Giovanonni 27 R. Reis 13 F. Chiantia 9 | Reporte Pts Reb Asts | Estadísticas 19 J. Thomas 10 J. Thomas 7 E. Marechal | Pabellón: Gimnasio Municipal de Quilicura Árbitros: Juan Fernández Alejandro Sánchez Humberto Muñoz |  |

| 15 de octubre, 18:45 | Brasília                                           | 91–101               | Atenas                                                    | Santiago                                                                                        |  |
|                      | Parciales: 28 – 23, 15 – 20, 22 – 22, 26 – 36      |                      |                                                           |                                                                                                 |  |
|                      | Estadísticas A. Belchor 25 R. Reis 8 F. Chiantia 9 | Reporte Pts Reb Asts | Estadísticas 33 I. Loriente 17 D. Coleman 3 M. De Gouveia | Pabellón: Gimnasio Municipal de Quilicura Árbitros: Juan Fernández Humberto Muñóz Pedro Vásquez |  |

| 15 de octubre, 21:00 | Colo-Colo                                                         | 73–96                | Quilmes                                              | Santiago                                                                                              |  |
|                      | Parciales: 11 – 33, 18 – 28, 24 – 19, 20 – 16                     |                      |                                                      | |  |
|                      | Estadísticas E. Marechal 15 B. Zara 5 E. Marechal y E. Carrasco 3 | Reporte Pts Reb Asts | Estadísticas 36 W. Baxley 5 J. Durley 10 L. Cequeira | Pabellón: Gimnasio Municipal de Quilicura Árbitros: Cristiano Maranho Alejandro Sánchez Flavio Zavala |  |

### Grupo D; Quito, Ecuador
| Pos. | Equipo         | Pts | PJ | PG | PP | PF  | PC  | Dif  |
| ---- | -------------- | --- | -- | -- | -- | --- | --- | ---- |
| 1.   | Guaros de Lara | 6   | 3  | 3  | 0  | 272 | 210 | 62   |
| 2.   | Franca         | 5   | 3  | 2  | 1  | 268 | 221 | 47   |
| 3.   | UTE            | 4   | 3  | 1  | 2  | 234 | 227 | 7    |
| 4.   | Regatas Lima   | 3   | 3  | 0  | 3  | 203 | 319 | –116 |

|  | Clasificado a la siguiente fase del torneo. |

Los horarios corresponde al huso horario de Quito, UTC –5:00.
| 20 de octubre, 18:00 | Franca                                            | 76–89                | Guaros de Lara                                                                                      | Quito                                                                                            |  |
|                      | Parciales: 14 – 24, 13 – 23, 28 – 20, 21 – 22     |                      | |                                                                                                  |  |
|                      | Estadísticas D. Kurtz 18 D. Kurtz 7 B. Irigoyen 6 | Reporte Pts Reb Asts | Estadísticas 14 H. Guillent, W. Graterol y N. Colmenares 7 G. Echenique 4 H. Guillent y D. Cubillan | Pabellón: Coliseo Julio César Hidalgo Árbitros: Humberto Muñóz Leandro Lezcano Gonzalo Salgueiro |  |

| 20 de octubre, 20:15 | UTE                                                                         | 103–68               | Regatas Lima                                                                     | Quito                                                                                                |  |
|                      | Parciales: 27 – 24, 22 – 13, 29 – 11, 25 – 20                               |                      |                                                                                  | |  |
|                      | Estadísticas B. Walker 25 B. Walker, J. Centeno y J. Álvarez 6 J. Centeno 5 | Reporte Pts Reb Asts | Estadísticas 15 G. Blakeney 8 G. Blakeney 2 A. Bellatin, D. La Rosa y M. La Rosa | Pabellón: Coliseo Julio César Hidalgo Árbitros: Cristiano Maranho Américo Rodríguez Sebastián Negrón |  |

| 21 de octubre, 18:00 | Guaros de Lara                                                                   | 108–66               | Regatas Lima                                                      | Quito                                                                                             |  |
|                      | Parciales: 28 – 14, 19 – 15, 26 – 15, 35 – 22                                    |                      |                                                                   |                                                                                                   |  |
|                      | Estadísticas D. Cubillan 18 H. Guillent, D. Noel y N. Colmenares 5 H. Guillent 7 | Reporte Pts Reb Asts | Estadísticas 15 A. Haymon 7 G. Blakeney 3 X. Keeling y M. La Rosa | Pabellón: Coliseo Julio César Hidalgo Árbitros: Cristiano Maranho Humberto Muñóz Sebastián Negrón |  |

| 21 de octubre, 20:15 | Franca                                                                              | 84–63                | UTE                                                | Quito                                                                                               |  |
|                      | Parciales: 20 – 26, 15 – 15, 24 – 13, 25 – 9                                        |                      |                                                    | |  |
|                      | Estadísticas B. Irigoyen y T. Mathias 15 T. Mathias 11 G. Schneider y T. Carneiro 3 | Reporte Pts Reb Asts | Estadísticas 19 B. Walker 7 B. Walker 3 J. Centeno | Pabellón: Coliseo Julio César Hidalgo Árbitros: Leandro Lezcano Américo Rodríguez Gonzalo Salgueiro |  |

| 22 de octubre, 18:00 | Regatas Lima                                          | 69–108               | Franca                                               | Quito                                                                                              |  |
|                      | Parciales: 22 – 25, 12 – 23, 16 – 35, 19 – 25         |                      |                                                      | |  |
|                      | Estadísticas G. Blakeney 19 A. Haymon 7 A. Bellatin 2 | Reporte Pts Reb Asts | Estadísticas 28 A. Ferreira 7 A. Ferreira 4 M. Costa | Pabellón: Coliseo Julio César Hidalgo Árbitros: Humberto Muñóz Américo Rodríguez Gonzalo Salgueiro |  |

| 22 de octubre, 20:15 | UTE                                                  | 68–75                | Guaros de Lara                                            | Quito                                                                                              |  |
|                      | Parciales: 14 – 16, 20 – 20, 17 – 17, 17 – 22        |                      |                                                           | |  |
|                      | Estadísticas B. Puckett 17 B. Puckett 8 B. Puckett 4 | Reporte Pts Reb Asts | Estadísticas 15 H. Guillent 9 N. Colmenares 3 H. Guillent | Pabellón: Coliseo Julio César Hidalgo Árbitros: Cristiano Maranho Leandro Lezcano Sebastián Negrón |  |

## Semifinales

### Semifinal 1; Montevideo, Uruguay
| Pos. | Equipo           | Pts | PJ | PG | PP | PF  | PC  | Dif |
| ---- | ---------------- | --- | -- | -- | -- | --- | --- | --- |
| 1.   | Brasília         | 6   | 3  | 3  | 0  | 222 | 212 | 10  |
| 2.   | Malvín           | 5   | 3  | 2  | 1  | 229 | 204 | 25  |
| 3.   | Obras Sanitarias | 4   | 3  | 1  | 2  | 207 | 218 | –11 |
| 4.   | Quilmes          | 3   | 3  | 0  | 3  | 195 | 219 | –24 |

|  | Clasificado a la siguiente fase del torneo. |

Los horarios corresponde al huso horario de Montevideo, UTC –3:00.
| 10 de noviembre, 18:45 | Obras Sanitarias                               | 68–72                | Brasília                                               | Montevideo                                                                     |  |
|                        | Parciales: 14 – 22, 16 – 21, 15 – 17, 23 – 12  |                      |                                                        |                                                                                |  |
|                        | Estadísticas L. Wade 15 L. Wade 11 P. Barral 5 | Reporte Pts Reb Asts | Estadísticas 18 D. Evandro 8 L. Cipolini 6 F. Chiantia | Pabellón: Palacio Peñarol Árbitros: Jorge Vázquez Daniel García Humberto Muñóz |  |

| 10 de noviembre, 21:00 | Malvín                                             | 75–59                | Quilmes                                           | Montevideo                                                                             |  |
|                        | Parciales: 15 – 18, 21 – 13, 24 – 8, 15 – 20       |                      |                                                   |                                                                                        |  |
|                        | Estadísticas S. Hoskin 16 K. Winston 8 F. Bavosi 5 | Reporte Pts Reb Asts | Estadísticas 12 J. Durley 5 J. Durley 5 W. Baxley | Pabellón: Palacio Peñarol Árbitros: Roberto Vázquez Roberto Oliveros Krishna Domínguez |  |

| 11 de noviembre, 18:45 | Quilmes                                                              | 67–71                | Obras Sanitarias                                        | Montevideo                                                                          |  |
|                        | Parciales: 18 – 16, 10 – 11, 27 – 20, 12 – 24                        |                      |                                                         |                                                                                     |  |
|                        | Estadísticas B. Sansimoni 20 B. Sansimoni 8 B. Sansimoni y E. Ruiz 2 | Reporte Pts Reb Asts | Estadísticas 19 L. Wade 7 L. Wade y D. Horner 4 L. Wade | Pabellón: Palacio Peñarol Árbitros: Roberto Vázquez Roberto Oliveros Humberto Muñóz |  |

| 11 de noviembre, 21:00 | Brasília                                                              | 77–75                | Malvín                                              | Montevideo                                                                        |  |
|                        | Parciales: 25 – 21, 23 – 14, 16 – 24, 13 – 16                         |                      |                                                     |                                                                                   |  |
|                        | Estadísticas G. Giovannoni 19 G. Giovannoni y R. Reis 8 F. Chiantia 6 | Reporte Pts Reb Asts | Estadísticas 25 K. Winston 7 F. Bavosi 6 K. Winston | Pabellón: Palacio Peñarol Árbitros: Jorge Vázquez Daniel García Krishna Domínguez |  |

| 12 de noviembre, 18:45 | Quilmes                                         | 69–73                | Brasília                                                                          | Montevideo                                                                          |  |
|                        | Parciales: 22 – 19, 14 – 17, 26 – 21, 7 – 16    |                      |                                                                                   |                                                                                     |  |
|                        | Estadísticas W. Baxley 15 J. Durley 7 E. Ruiz 3 | Reporte Pts Reb Asts | Estadísticas 15 G. Giovannoni, J. Campos y D. Evandro 9 F. Chiantia 6 F. Chiantia | Pabellón: Palacio Peñarol Árbitros: Roberto Vázquez Daniel García Krishna Domínguez |  |

| 12 de noviembre, 21:15 | Malvín                                                  | 79–68                | Obras Sanitarias                                                                     | Montevideo                                                                        |  |
|                        | Parciales: 14 – 19, 21 – 16, 30 – 15, 14 – 18           |                      |                                                                                      |                                                                                   |  |
|                        | Estadísticas K. Winston 15 T. Francis 10 N. Mazzarino 5 | Reporte Pts Reb Asts | Estadísticas 17 D. Horner 17 I. Basualdo 2 S. Safar, L. Wade, P. Barral y P. Tabarez | Pabellón: Palacio Peñarol Árbitros: Jorge Vázquez Roberto Oliveros Humberto Muñóz |  |

### Semifinal 2; Barquisimeto, Venezuela
| Pos. | Equipo                  | Pts | PJ | PG | PP | PF  | PC  | Dif |
| ---- | ----------------------- | --- | -- | -- | -- | --- | --- | --- |
| 1.   | San Martín (Corrientes) | 6   | 3  | 3  | 0  | 253 | 222 | 31  |
| 2.   | Mogi das Cruzes         | 5   | 3  | 2  | 1  | 232 | 207 | 25  |
| 3.   | Guaros de Lara          | 4   | 3  | 1  | 2  | 229 | 231 | –2  |
| 4.   | Franca                  | 3   | 3  | 0  | 3  | 220 | 274 | –54 |

|  | Clasificado a la siguiente fase del torneo. |

Los horarios corresponde al huso horario de Barquisimeto, UTC –4:30.
| 17 de noviembre, 17:15 | Mogi das Cruzes                                        | 75–79                | San Martín (C)                                    | Barquisimeto                                                                             |  |
|                        | Parciales: 24 – 22, 11 – 21, 27 – 21, 13 – 15          |                      |                                                   |                                                                                          |  |
|                        | Estadísticas L. Taylor 18 J. de Olivera 9 E. Corazza 6 | Reporte Pts Reb Asts | Estadísticas 18 J. Wood 13 J. Wood 4 D. Ciorciari | Pabellón: Domo Bolivariano Árbitros: Roberto Vázquez Alejandro Sánchez Krishna Domínguez |  |

| 17 de noviembre, 19:30 | Guaros de Lara                                                    | 95–79                | Franca BC                                                   | Barquisimeto                                                                      |  |
|                        | Parciales: 25 – 14, 20 – 19, 25 – 26, 25 – 20                     |                      |                                                             |                                                                                   |  |
|                        | Estadísticas L. Bethelmy 19 D. Wilkins y C. Fisher 5 D. Wilkins 6 | Reporte Pts Reb Asts | Estadísticas 25 N. Dos Santos 7 B. Irigoyen 9 N. Dos Santos | Pabellón: Domo Bolivariano Árbitros: Jorge Vázquez Andrés Bartel Sebastián Negrón |  |

| 18 de noviembre, 17:15 | San Martín (C)                                     | 96–77                | Franca BC                                               | Barquisimeto                                                                           |  |
|                        | Parciales: 23 – 18, 20 – 17, 31 – 18, 22 – 24      |                      |                                                         |                                                                                        |  |
|                        | Estadísticas Y. Georgiev 18 J. Wood 7 M. Lescano 7 | Reporte Pts Reb Asts | Estadísticas 15 B. Irigoyen 14 D. Kurtz 4 N. Dos Santos | Pabellón: Domo Bolivariano Árbitros: Jorge Vázquez Alejandro Sánchez Krishna Domínguez |  |

| 18 de noviembre, 19:30 | Mogi das Cruzes                                                          | 74–64                | Guaros de Lara                                          | Barquisimeto                                                                        |  |
|                        | Parciales: 16 – 14, 12 – 14, 22 – 11, 24 – 25                            |                      |                                                         |                                                                                     |  |
|                        | Estadísticas S. Stallworth 19 T. Curnell y P. Prestes 10 S. Stallworth 7 | Reporte Pts Reb Asts | Estadísticas 16 C. Fisher 8 N. Colmenares 5 H. Guillent | Pabellón: Domo Bolivariano Árbitros: Roberto Vázquez Sebastián Negrón Andrés Bartel |  |

| 19 de noviembre, 17:15 | Franca BC                                              | 64–83                | Mogi das Cruzes                                                             | Barquisimeto                                                                              |  |
|                        | Parciales: 23 – 21, 10 – 20, 11 – 26, 20 – 16          |                      |                                                                             |                                                                                           |  |
|                        | Estadísticas B. Irigoyen 17 D. Kurtz 9 N. Dos Santos 5 | Reporte Pts Reb Asts | Estadísticas 16 L. Mariano 7 T. Curnell y G. Do Espirito Santo 5 E. Corazza | Pabellón: Domo Bolivariano Árbitros: Alejandro Sánchez Sebastián Negrón Krishna Domínguez |  |

| 19 de noviembre, 19:30 | Guaros de Lara                                                        | 70–78                | San Martín (C)                                               | Barquisimeto                                                                     |  |
|                        | Parciales: 22 – 17, 13 – 17, 15 – 20, 20 – 24                         |                      |                                                              |                                                                                  |  |
|                        | Estadísticas G. Echenique y J. Vargas 17 G. Echenique 6 D. Cubillan 4 | Reporte Pts Reb Asts | Estadísticas 18 L. O'Bannon Jr 10 Y. Georgiev 7 D. Ciorciari | Pabellón: Domo Bolivariano Árbitros: Jorge Vázquez Roberto Vázquez Andrés Bartel |  |

## Final
| Equipo                  | Partidos | Partidos | Partidos |
| ----------------------- | -------- | -------- | -------- |
| San Martín (Corrientes) | 92       | 79       |          |
| Brasília                | 94       | 82       |          |

| 3 de diciembre, 20:15 (UTC−2) | Brasília                                                     | 94–92                | San Martín (C)                                              | Brasilia                                                                                |  |
|                               | Parciales: 13 – 23, 26 – 15, 27 – 28, 18 – 18 (T.E.: 10 – 8) |                      |                                                             |                                                                                         |  |
|                               | Estadísticas D. Evandro 28 R. Reis 12 D. Evandro 7           | Reporte Pts Reb Asts | Estadísticas 24 J. Wood 12 J. Wood 6 J. Wood y D. Ciorciari | Pabellón: Ginásio da ASCEB Árbitros: Roberto Vázquez Roberto Oliveros Alejandro Sánchez |  |

| 9 de diciembre, 21:15 (UTC−3) | San Martín (C)                                            | 79–82                | Brasília                                                | Corrientes                                                                                      |  |
|                               | Parciales: 17 – 16, 18 – 26, 18 – 18, 26 – 22             |                      |                                                         |                                                                                                 |  |
|                               | Estadísticas J. Wood 17 J. Wood 10 M. Gerlero y J. Wood 3 | Reporte Pts Reb Asts | Estadísticas 19 D. Evandro 9 G. Giovannoni 3 D. Evandro | Pabellón: Estadio Raúl Argentino Ortíz Árbitros: Jorge Vázquez Roberto Vázquez Sebastián Negron |  |

Brasília

Campeón

Tercer título

## Estadísticas
| Máximos anotadores | Máximos anotadores | Máximos anotadores | Máximos anotadores |
| Jugador            | Equipo             | Anotaciones        | Prom               |
| ------------------ | ------------------ | ------------------ | ------------------ |
| J. Wood            | San Martín (C)     | 148                | 18,5               |
| G. Giovannoni      | Brasília           | 127                | 15,9               |
| W. Baxley          | Quilmes            | 110                | 18,3               |
| D. Ramos           | Brasília           | 104                | 13,0               |
| R. Rodrigues       | Brasília           | 88                 | 11,0               |

| Más rebotes   | Más rebotes    | Más rebotes | Más rebotes |
| Jugador       | Equipo         | Reb         | Prom        |
| ------------- | -------------- | ----------- | ----------- |
| J. Wood       | San Martín (C) | 67          | 8,4         |
| R. Rodrigues  | Brasília       | 58          | 7,3         |
| G. Giovannoni | Brasília       | 57          | 7,1         |
| M. Calfani    | Malvín         | 51          | 8,5         |
| D. Kurtz      | Franca BC      | 41          | 6,8         |

| Más asistencias | Más asistencias | Más asistencias | Más asistencias |
| Jugador         | Equipo          | As              | Prom            |
| --------------- | --------------- | --------------- | --------------- |
| D. Ciorciari    | San Martín (C)  | 40              | 5,0             |
| Fúlvio          | Brasília        | 39              | 4,9             |
| J. Wood         | San Martín (C)  | 28              | 3,5             |
| L. Cequeira     | Quilmes         | 27              | 9,0             |
| G. Giovannoni   | Brasília        | 25              | 3,1             |